# (5636) Jacobson
(5636) Jacobson (1985 QN) – planetoida z pasa głównego asteroid okrążająca Słońce w ciągu 4,59 lat w średniej odległości 2,76 j.a. Odkryta 22 sierpnia 1985 roku.